# لئوناردو پرز
لئوناردو پرز (انگلیسی: Leonardo Pérez؛ زادهٔ ۲۷ سپتامبر ۱۹۸۹) بازیکن فوتبال اهل ایتالیا است.
از باشگاه‌هایی که در آن بازی کرده‌است می‌توان به باشگاه فوتبال آسکولی، باشگاه فوتبال چیتادلا، باشگاه فوتبال باری، و باشگاه فوتبال پیزا اشاره کرد.